# Jogos do Sudeste Asiático de 2011
Os Jogos do Sudeste Asiático de 2011 foram a 26ª edição do evento multiesportivo, realizado na cidade de Palembang, na Indonésia e tendo a capital Jacarta, como subsede, entre 11 a 22 de novembro. Esta foi a quarta vez que o país sediou o evento.

## Países participantes
Onze países participaram do evento:
| - Brunei - Camboja - Laos - Tailândia | - Myanmar - Malásia - Singapura - Indonésia | - Filipinas - Vietname - Timor-Leste |

## Modalidades
Foram disputadas 46 modalidades nesta edição dos Jogos:
| - Atletismo - Badminton - Basquetebol - Beisebol - Bilhar - Boliche - Boxe - Bridge - Canoagem - Caratê - Ciclismo - Esgrima - Esqui aquático - Futebol - Futsal - Ginástica | - Golfe - Hipismo - Indoor climbing - Judô - Kenpō - Levantamento de peso - Lutas - Nado sincronizado - Natação - Natação com nadadeiras - Parapente - Patinação sobre rodas - Pencak Silat - Petanca - Peteca | - Polo aquático - Saltos ornamentais - Sepaktakraw - Silat - Taekwondo - Tênis - Tênis de mesa - Tiro - Tiro com arco - Traditional boat race - Vela - Voleibol - Vovinam - Wushu - Xadrez |

## Quadro de medalhas
País sede destacado.
| Ordem | País        | Medalha de ouro | Medalha de prata | Medalha de bronze |       |
| ----- | ----------- | --------------- | ---------------- | ----------------- | ----- |
| 1     | Indonésia   | 182             | 151              | 145               | 478   |
| 2     | Tailândia   | 109             | 100              | 119               | 328   |
| 3     | Vietname    | 96              | 92               | 99                | 287   |
| 4     | Malásia     | 59              | 50               | 81                | 190   |
| 5     | Singapura   | 42              | 45               | 73                | 160   |
| 6     | Filipinas   | 36              | 56               | 77                | 169   |
| 7     | Myanmar     | 16              | 27               | 39                | 82    |
| 8     | Laos        | 9               | 12               | 36                | 57    |
| 9     | Camboja     | 4               | 11               | 24                | 39    |
| 10    | Timor-Leste | 1               | 1                | 6                 | 8     |
| 11    | Brunei      |                 | 4                | 7                 | 11    |
| TOTAL | TOTAL       | 554             | 549              | 706               | 1 809 |